# Carmiel
Carmiel (em hebraico:  כַּרְמִיאֵל, lit. Vinhas de Deus) é uma cidade israelense na região norte do país, situada nas montanhas da Galileia, com 44.400 habitantes. Segundo o plano de desenvolvimento municipal, espera-se que no futuro a sua população ronde os 120.000 habitantes, especialmente depois da construção do novo comboio que ligar-se-á a Carmiel.

## Geminações
Carmiel possui as seguintes cidades-gémeas:
- Pittsburgh, Pensilvânia, EUA
- Denver, Colorado, EUA
- Metz, França
- Hamar, Noruega
- Wilmersdorf, Berlim, Alemanha
- Kisvárda, Hungria